# Otus scops
El autillo, autillo común o autillo europeo (Otus scops) es una especie de ave estrigiforme de la familia Strigidae propia de Eurasia y África. 

## Características
Es la rapaz nocturna más pequeña de la península ibérica, con 20 cm de longitud, 50 cm de envergadura y 100 g de peso,[cita requerida] siendo la hembra mayor que el macho. Su plumaje es extremadamente críptico, pasando completamente inadvertido en sus posaderos en las ramas de los árboles donde vive. El iris de los ojos es de color amarillo, el pico es negro y presenta dos penachos faciales a modo de orejas, bien visibles cuando se posa en posición erguida. El canto es un shi aflautado similar al sonar de los barcos y submarinos.

## Alimentación
Se alimenta principalmente de insectos que caza al vuelo o al acecho, pero en época de cría también puede hacer presa sobre pequeños roedores, pajarillos, reptiles y anfibios. Las egagrópilas son pequeñas, poco consistentes y se desmenuzan con facilidad porque poseen gran cantidad de restos de quitina.

## Hábitat
El hábitat óptimo del autillo son los sotos fluviales, arboledas próximas a los ríos, intercalado con espacios abiertos para cazar; también se puede encontrar en parques y jardines.

## Comportamiento
Es un animal estrictamente nocturno. Realiza grandes movimientos migratorios, pasando los inviernos en el África subsahariana y desplazándose hacia Europa, llegando al centro de la España peninsular hacia el equinoccio de primavera (en la sabiduría popular se le reconoce, a pesar de no poder observarlo debido a su hábito nocturno, por escuchar su ulular cuando el invierno concluye y los días empiezan a ser templados). Una vez establecido en el sitio elegido, permanece indefectiblemente en el mismo lugar para reproducirse y criar a los pollos hacia el verano, migrando a latitudes inferiores al terminar el otoño. A menudo utiliza los agujeros hechos en los troncos de los árboles por el pito real (Picus viridis) para establecer su nido, pero tampoco desprecia las cajas nido.

## Distribución
En verano se distribuye por toda el área mediterránea (España, Portugal, Francia, Italia, Grecia, Países Balcánicos, Turquía y países del Norte de África), llegando en su límite septentrional hasta Alemania, Polonia y el Sur de Rusia. En invierno se desplaza al sur del desierto del Sahara pero sin llegar al bosque tropical.

## Subespecies
Son reconocidas como válidas las siguientes subespecies:
- Otus scops cycladum (Tschusi, 1904)
- Otus scops cyprius (Madarasz, 1901)
- Otus scops mallorcae Von Jordans, 1924
- Otus scops pulchellus (Pallas, 1771)
- Otus scops scops (Linnaeus, 1758)
- Otus scops turanicus (Loudon, 1905)

## Reproducción

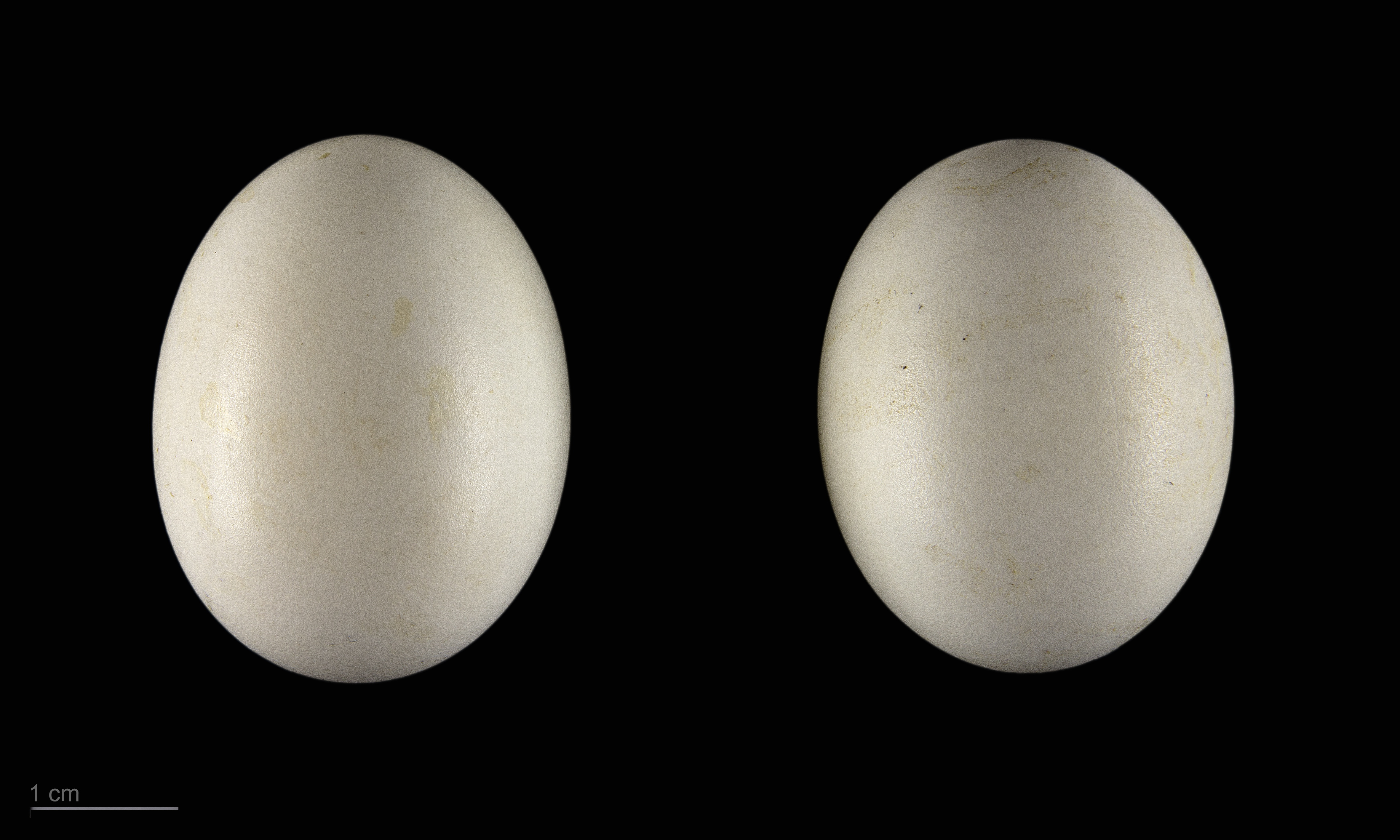
Otus scops -MHNT

El tamaño de puesta varía entre los tres y los seis huevos, puestos cada dos días. Son incubados por la hembra durante veinticuatro o veinticinco días y los pollos dejan el nido a los veintiún días de vida, aunque no vuelan correctamente hasta los treinta o treinta y tres días.

## Amenazas
Los principales problemas de conservación que le afectan son la alteración del hábitat y el empleo de plaguicidas. En el primer caso, la desaparición de sotos fluviales, así como la transformación del paisaje tradicional por regadíos, cultivos forestales y urbanizaciones derivan en una disminución sistemática de la disponibilidad y abundancia de alimento y en una reducción de los lugares adecuados para nidificar. El empleo de plaguicidas acentúa aún más la reducción de las especies presa y produce un efecto de bioacumulación de sustancias tóxicas.